# Delphinium wangii
Delphinium wangii är en ranunkelväxtart som beskrevs av Barton Holland Warnock. Delphinium wangii ingår i släktet storriddarsporrar, och familjen ranunkelväxter. Inga underarter finns listade i Catalogue of Life.